# Lint (België)

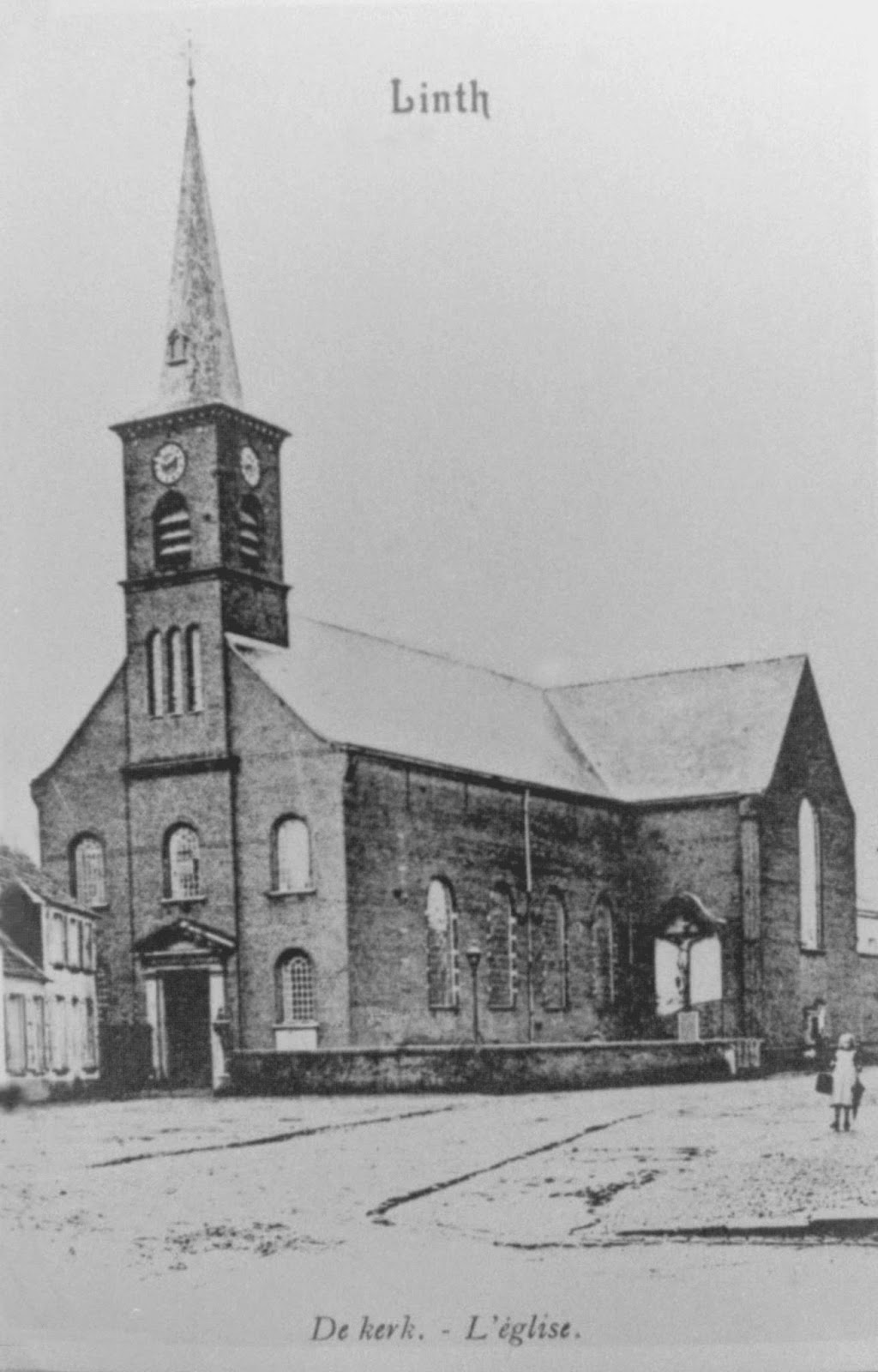
De Onze-Lieve-Vrouw Geboortekerk

Lint is een plaats en gemeente in de Belgische provincie Antwerpen. De gemeente telt ongeveer 8500 inwoners en behoort tot het kieskanton en het gerechtelijk kanton Kontich.
Lint bestaat als zelfstandige gemeente sedert 1870.

## Toponymie
De eerste vermelding van het toponiem Lind stamt uit de 13e eeuw en verwijst vermoedelijk naar een lindeboom of lindebos. Later zal de gemeentenaam vervormen naar Linth en uiteindelijk naar het huidige Lint.

## Geschiedenis

### Middeleeuwen
De vroegste geschiedenis van de gemeente gaat terug tot de 7e eeuw. Uit deze periode stamt een document waaruit blijkt dat de Rooiendonkhoeve eigendom is van de abdij van Lobbes te Thuin. De eerste naamsvermelding, daarentegen, duikt pas voor de eerste maal op in de archieven omstreeks de dertiende eeuw in verband met een lindeaanplanten nabij de Rooiendonkhoeve (die in deze periode ook wel "Ter Lint"' werd genoemd.)
Uit deze periode in de middeleeuwen stamt ook de eerste bewoning, die zich bevond aan het kruispunt Hove, Lier, Duffel en Kontich, en is thans nog steeds het centrum van de gemeente. Het dorpje kreeg de naam Lint in de 13e eeuw en behoorde op administratief en kerkelijk vlak bij de heerlijkheid Kontich. De omliggende hoeven en landerijen kwamen in handen van kloosters en abdijen, waaronder het Falconklooster van Antwerpen, de Sint-Bernardsabdij van Hemiksem, het Sint-Elisabethgasthuis van Antwerpen. De belangrijkste was de Gentse Sint-Baafsabdij, die in 1450 in het bezit kwam van twee hoeves, Ten Larenvelde en 'T goed ter Hobeken (Ter Hogen Beken).

### Ancien régime
Omstreeks 1767 werd een geestelijke toegewezen aan het dorp, aangezien de parochiale Sint-Martinuskerk te Kontich in de winter moeilijk bereikbaar was. Dit moedigde het streven naar gemeentelijke zelfstandigheid aan, en toen spoorlijn 25 in 1836 werd aangelegd, die Antwerpen en Mechelen verbond, vormde deze dan ook een reële grens tussen beide dorpen. Die al snel als voorontwerp werd gezien voor de latere effectieve gemeentegrens tussen Lint en Kontich, na de zelfstandigheid van de gemeente in 1870. Het voormalige kasteel Lindenhof zou vanaf dan dienstdoen als gemeentehuis. Achtentwintig jaar eerder, in 1842, was het reeds tot parochiale onafhankelijkheid gekomen van de moederparochie met de oprichting van de Onze-Lieve-Vrouw-Geboorteparochie en de bouw van de gelijknamige kerk in 1847 in neoclassicistische stijl. Rond deze periode telde de gemeente 788 inwoners.

### Moderne tijd
In 1976, bij de gemeentelijke herinrichting slaagde de gemeente erin zich buiten het hele fusiegebeuren van Antwerpse gemeenten te houden. Hoewel Lint zich pas in 1870 losmaakte van Kontich bleef de gemeente bij de grote fusieoperatie zelfstandig. Hierdoor werd het een van de kleinste gemeenten van de provincie. In 1988 trokken de zusters, te weinig in aantal om het klooster te onderhouden, weg en Het Meihof werd een asielcentrum in 1991.

## Geografie
De gemeente beslaat een oppervlakte van 557 ha, waarvan 47,18% landbouwgrond is, 4,56% is bos en ongeveer 45,60% bestaat uit bebouwde gronden. De urbanisatiegraad van de gemeente bedraagt 45,60%. Het hoogste punt van de gemeente bevindt zich 20 meter boven de zeespiegel en het laagste punt op 10 meter. Er bevinden zich binnen de gemeentegrenzen geen andere kernen.

### Hydrografie
De gemeente heeft twee noemenswaardige beken, namelijk de Babbelkroonbeek en de Bautersemsebeek, die beide afwateren in het Netebekken.

### Aangrenzende gemeenten
| Aangrenzende gemeenten | Aangrenzende gemeenten | Aangrenzende gemeenten | Aangrenzende gemeenten | Aangrenzende gemeenten |
| ---------------------- | ---------------------- | ---------------------- | ---------------------- | ---------------------- |
|                        |                        | Hove                   |                        | Boechout               |
|                        |                        |                        |                        |                        |
| Kontich                | Lier                   |                        |                        |                        |
|                        |                        |                        |                        |                        |
|                        |                        | Duffel                 |                        |                        |

## Bezienswaardigheden
- Kasteel Lindenhof, aan de Koning Albertstraat
- De Onze-Lieve-Vrouw-Geboortekerk

## Demografie

### Demografische ontwikkeling
- Bronnen:NIS, Opm:1806 tot en met 1981=volkstellingen; 1990 en later= inwonertal op 1 januari

| Inwoners van jaar tot jaar op 1 januari 1992 tot heden | Inwoners van jaar tot jaar op 1 januari 1992 tot heden | Inwoners van jaar tot jaar op 1 januari 1992 tot heden |
| jaar                                                   | Aantal                                                 | Evolutie: 1992=index 100                               |
| ------------------------------------------------------ | ------------------------------------------------------ | ------------------------------------------------------ |
| 1992                                                   | 6.998                                                  | 100,0                                                  |
| 1993                                                   | 7.181                                                  | 102,6                                                  |
| 1994                                                   | 7.280                                                  | 104,0                                                  |
| 1995                                                   | 7.374                                                  | 105,4                                                  |
| 1996                                                   | 7.587                                                  | 108,4                                                  |
| 1997                                                   | 7.708                                                  | 110,1                                                  |
| 1998                                                   | 7.772                                                  | 111,1                                                  |
| 1999                                                   | 7.839                                                  | 112,0                                                  |
| 2000                                                   | 7.864                                                  | 112,4                                                  |
| 2001                                                   | 7.903                                                  | 112,9                                                  |
| 2002                                                   | 7.973                                                  | 113,9                                                  |
| 2003                                                   | 7.977                                                  | 114,0                                                  |
| 2004                                                   | 7.959                                                  | 113,7                                                  |
| 2005                                                   | 7.979                                                  | 114,0                                                  |
| 2006                                                   | 7.977                                                  | 114,0                                                  |
| 2007                                                   | 8.035                                                  | 114,8                                                  |
| 2008                                                   | 8.089                                                  | 115,6                                                  |
| 2009                                                   | 8.229                                                  | 117,6                                                  |
| 2010                                                   | 8.363                                                  | 119,5                                                  |
| 2011                                                   | 8.522                                                  | 121,8                                                  |
| 2012                                                   | 8.620                                                  | 123,2                                                  |
| 2013                                                   | 8.668                                                  | 123,9                                                  |
| 2014                                                   | 8.752                                                  | 125,1                                                  |
| 2015                                                   | 8.767                                                  | 125,3                                                  |
| 2016                                                   | 8.821                                                  | 126,1                                                  |
| 2017                                                   | 8.781                                                  | 125,5                                                  |
| 2018                                                   | 8.787                                                  | 125,6                                                  |
| 2019                                                   | 8.718                                                  | 124,6                                                  |
| 2020                                                   | 8.641                                                  | 123,5                                                  |
| 2021                                                   | 8.575                                                  | 122,5                                                  |
| 2022                                                   | 8.553                                                  | 122,2                                                  |
| 2023                                                   | 8.548                                                  | 122,1                                                  |
| 2024                                                   | 8.505                                                  | 121,5                                                  |
| 2025                                                   | 8.499                                                  | 121,4                                                  |

## Politiek

### Structuur
De gemeente Lint ligt in het kieskanton Kontich, het provinciedistrict Boom, het kiesarrondissement Antwerpen en ten slotte de kieskring Antwerpen.
| Lint             | Lint             | Supranationaal         | Nationaal                         | Nationaal           | Gemeenschap         | Gewest              | Provincie           | Arrondissement  | Provinciedistrict | Kanton          | Gemeente        |
| ---------------- | ---------------- | ---------------------- | --------------------------------- | ------------------- | ------------------- | ------------------- | ------------------- | --------------- | ----------------- | --------------- | --------------- |
| Administratief   | Niveau           | Europese Unie          | België                            | België              | Vlaanderen          | Vlaanderen          | Antwerpen           | Antwerpen       | Antwerpen         | Antwerpen       | Lint            |
| Administratief   | Bestuur          | Europese Commissie     | Belgische regering                | Belgische regering  | Vlaamse regering    | Vlaamse regering    | Deputatie           | Deputatie       | Deputatie         | Deputatie       | Gemeentebestuur |
| Administratief   | Raad             | Europees Parlement     | Kamer van volksvertegenwoordigers | Vlaams Parlement    | Vlaams Parlement    | Vlaams Parlement    | Provincieraad       | Provincieraad   | Provincieraad     | Provincieraad   | Gemeenteraad    |
| Kiesomschrijving | Kiesomschrijving | Nederlands Kiescollege | Kieskring Antwerpen               | Kieskring Antwerpen | Kieskring Antwerpen | Kieskring Antwerpen | Kieskring Antwerpen | Antwerpen       | Boom              | Kontich         | Lint            |
| Verkiezing       | Verkiezing       | Europese               | Federale                          | Federale            | Vlaamse             | Vlaamse             | Provincieraads-     | Provincieraads- | Provincieraads-   | Provincieraads- | Gemeenteraads-  |

### Geschiedenis

#### Lijst van burgemeesters
| Tijdspanne | Tijdspanne   | Burgemeester                                    |
| ---------- | ------------ | ----------------------------------------------- |
|            | 1870 - 1877  | Henricus Torfs                                  |
|            | 1877 - 1878  | Adrianus Franciscus Van der Auwera (waarnemend) |
|            | 1878 - 1894  | Joannes Baptista Van Roy                        |
|            | 1895 - 1908  | Ludovicus Torfs                                 |
|            | 1908 - 1922  | Petrus Laurentius Torfs                         |
|            | 1922 - 1924  | ?                                               |
|            | 1924 - 1941  | Lodewijk Smits (Katholiek Verbond van België)   |
|            | 1942 - 1943  | K.G. Bruynseels                                 |
|            | 1943 - ?     | Piet Driessens                                  |
|            | 1945 - 1946  | Lodewijk Smits (CVP)                            |
|            | 1946 - 1951  | Aug. De Belder                                  |
|            | 1951 - 1952  | Jozef Blyweert                                  |
|            | 1952 - 1958  | K. Frans                                        |
|            | 1958 - 1982  | L. Verheyen (CVP)                               |
|            | 1983 - 1988  | Joris Roets (VU)                                |
|            | 1989 - 1994  | Xavier Van Rooy (PVV / VLD)                     |
|            | 1995 - 2000  | Paul Janssens (CVP)                             |
|            | 2001 - 2005  | Xavier Van Rooy (VLD)                           |
|            | 2005         | Patrick Mariën (waarnemend) (VLD)               |
|            | 2005 - 2006  | Nicole Muyshondt (VLD)                          |
|            | 2007 - 2012  | Stanny Tuyteleers (CD&V)                        |
|            | 2013 - 2021  | Harry Debrabandere (N-VA)                       |
|            | 2022 - heden | Rudy Verhoeven (N-VA)                           |

#### Legislatuur 2007 - 2012
Burgemeester is Stanny Tuyteleers (CD&V). Hij leidt een coalitie bestaande uit CD&V en VLD. Samen vormen ze de meerderheid met 11 op 19 zetels.

#### Legislatuur 2013 - 2018
Burgemeester is Harry Debrabandere (N-VA). Hij leidt een coalitie bestaande uit N-VA en sp.a-Groen. Samen vormen ze de meerderheid met 11 op 19 zetels.

#### Legislatuur 2019 - 2024
Burgemeester was tot eind 2021 Harry Debrabandere (N-VA). Begin 2022 werd hij als burgemeester opgevolgd door Rudy Verhoeven (N-VA). Hij leidde een coalitie bestaande uit N-VA en CD&V. Samen vormden ze de meerderheid met 11 op 19 zetels.

#### Legislatuur 2024 - 2030
Burgemeester is Rudy Verhoeven (N-VA). Hij leidt een coalitie bestaande uit N-VA en het liberale Voor Lint. Samen vormen ze de meerderheid met 11 op 19 zetels.

### Resultaten gemeenteraadsverkiezingen sinds 1976
| Partij of kartel     | Partij of kartel                                                     | 10-10-1976 | 10-10-1976 | 10-10-1982 | 10-10-1982 | 9-10-1988 | 9-10-1988 | 9-10-1994 | 9-10-1994 | 8-10-2000 | 8-10-2000 | 8-10-2006 | 8-10-2006 | 14-10-2012 | 14-10-2012 | 14-10-2018 | 14-10-2018 | 13-10-2024 | 13-10-2024 |
| Stemmen / Zetels     | Stemmen / Zetels                                                     | %          | 15         | %          | 17         | %         | 17        | %         | 17        | %         | 19        | %         | 19        | %          | 19         | %          | 19         | %          | 19         |
| -------------------- | -------------------------------------------------------------------- | ---------- | ---------- | ---------- | ---------- | --------- | --------- | --------- | --------- | --------- | --------- | --------- | --------- | ---------- | ---------- | ---------- | ---------- | ---------- | ---------- |
|                      | CVP1 / CD&V+N-VAA / CD&V2                                            | 42,491     | 8          | 34,081     | 7          | 26,291    | 5         | 21,351    | 5         | 16,891    | 3         | 29,71A    | 6         | 23,472     | 5          | 19,42      | 4          | 13,32      | 3          |
|                      | VU1/ VU&ID2 / CD&V+N-VAA / N-VA3                                     | 22,491     | 3          | 38,541     | 8          | 32,431    | 7         | 11,961    | 2         | 11,922    | 2         | 29,71A    | 6         | 36,663     | 8          | 33,43      | 7          | 34,33      | 9          |
|                      | Agalev1 / sp.a-spirit-Groen!B / sp.a-GroenC / Groen-sp.aD / GroenXL2 | -          |            | 9,241      | 1          | 9,721     | 1         | 14,091    | 2         | 10,351    | 2         | 23,37B    | 5         | 18,31C     | 3          | 20,5D      | 4          | 14,82      | 3          |
|                      | SP1 / sp.a-spirit-Groen!B / sp.a-GroenC / Groen-sp.aD / Vooruit2     | 9,551      | 1          | 8,261      | 0          | 11,911    | 1         | 10,141    | 1         | 8,711     | 1         | 23,37B    | 5         | 18,31C     | 3          | 20,5D      | 4          | 6,02       | 0          |
|                      | PVV1 / VLD2 / Open Vld3 / Voor Lint4                                 | -          |            | -          |            | 19,641    | 3         | 20,192    | 4         | 31,062    | 8         | 26,152    | 5         | 12,473     | 2          | 15,23      | 2          | 12,34      | 2          |
|                      | Vlaams Blok1 / Vlaams Belang2                                        | -          |            | -          |            | -         |           | 8,171     | 1         | 11,881    | 2         | 17,182    | 3         | 9,092      | 1          | 11,52      | 2          | 9,42       | 1          |
|                      | Team Lint                                                            | -          |            | -          |            | -         |           | -         |           | -         |           | -         |           | -          |            | -          |            | 9,9        | 1          |
|                      | VLOTT                                                                | -          |            | -          |            | -         |           | -         |           | -         |           | 3,60      | 0         | -          |            | -          |            | -          |            |
|                      | LINT1 / L.i.n.t.2                                                    | -          |            | -          |            | -         |           | 10,711    | 2         | 72        | 1         | -         |           | -          |            | -          |            | -          |            |
|                      | VIVANT                                                               | -          |            | -          |            | -         |           | -         |           | 2,19      | 0         | -         |           | -          |            | -          |            | -          |            |
|                      | OLV                                                                  | 19,84      | 3          | 9,88       | 1          | -         |           | 3,41      | 0         | -         |           | -         |           | -          |            | -          |            | -          |            |
|                      | P.A.L.                                                               | 2,36       | 0          | -          |            | -         |           | -         |           | -         |           | -         |           | -          |            | -          |            | -          |            |
|                      | Slootmans                                                            | 1,75       | 0          | -          |            | -         |           | -         |           | -         |           | -         |           | -          |            | -          |            | -          |            |
|                      | Vandam                                                               | 1,52       | 0          | -          |            | -         |           | -         |           | -         |           | -         |           | -          |            | -          |            | -          |            |
| Totaal stemmen       | Totaal stemmen                                                       | 3203       | 3203       | 3892       | 3892       | 4420      | 4420      | 4917      | 4917      | 5380      | 5380      | 5773      | 5773      | 6328       | 6328       | 6351       | 6351       | 4443       | 4443       |
| Opkomst %            | Opkomst %                                                            |            |            |            |            | 95,98     | 95,98     | 94,34     | 94,34     | 95,22     | 95,22     | 95,19     | 95,19     | 94,29      | 94,29      | 94,3       | 94,3       | 68,3       | 68,3       |
| Blanco en ongeldig % | Blanco en ongeldig %                                                 | 3,53       | 3,53       | 3,26       | 3,26       | 1,99      | 1,99      | 3,88      | 3,88      | 2,51      | 2,51      | 2,68      | 2,68      | 2,15       | 2,15       | 2,6        | 2,6        | 0,3        | 0,3        |

De zetels van de gevormde coalitie staan vetjes afgedrukt. De grootste partij is in kleur.

## Cultuur

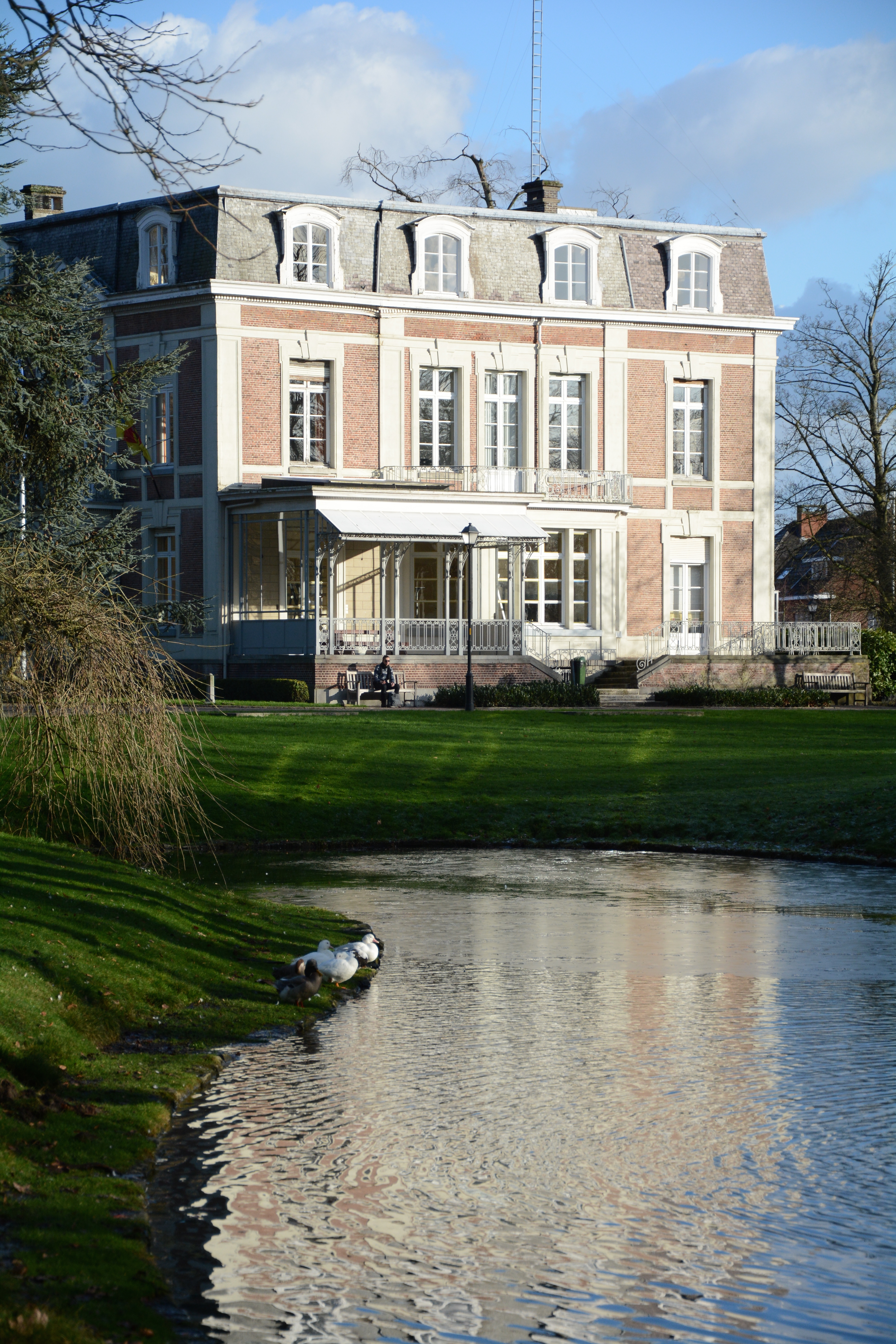
Kasteel Lindenhof, thans gemeentehuis

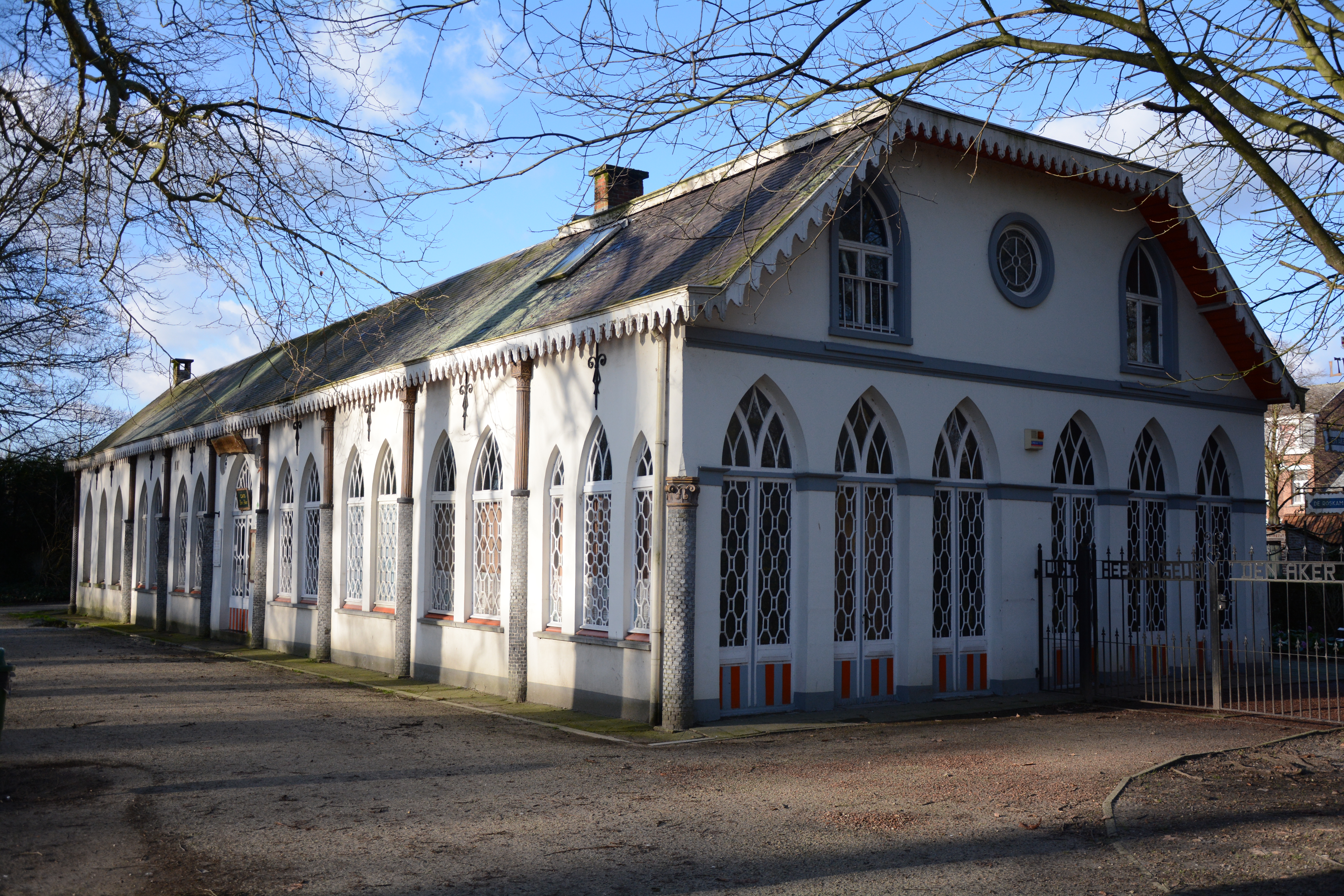
Orangerie van kasteel Lindenhof

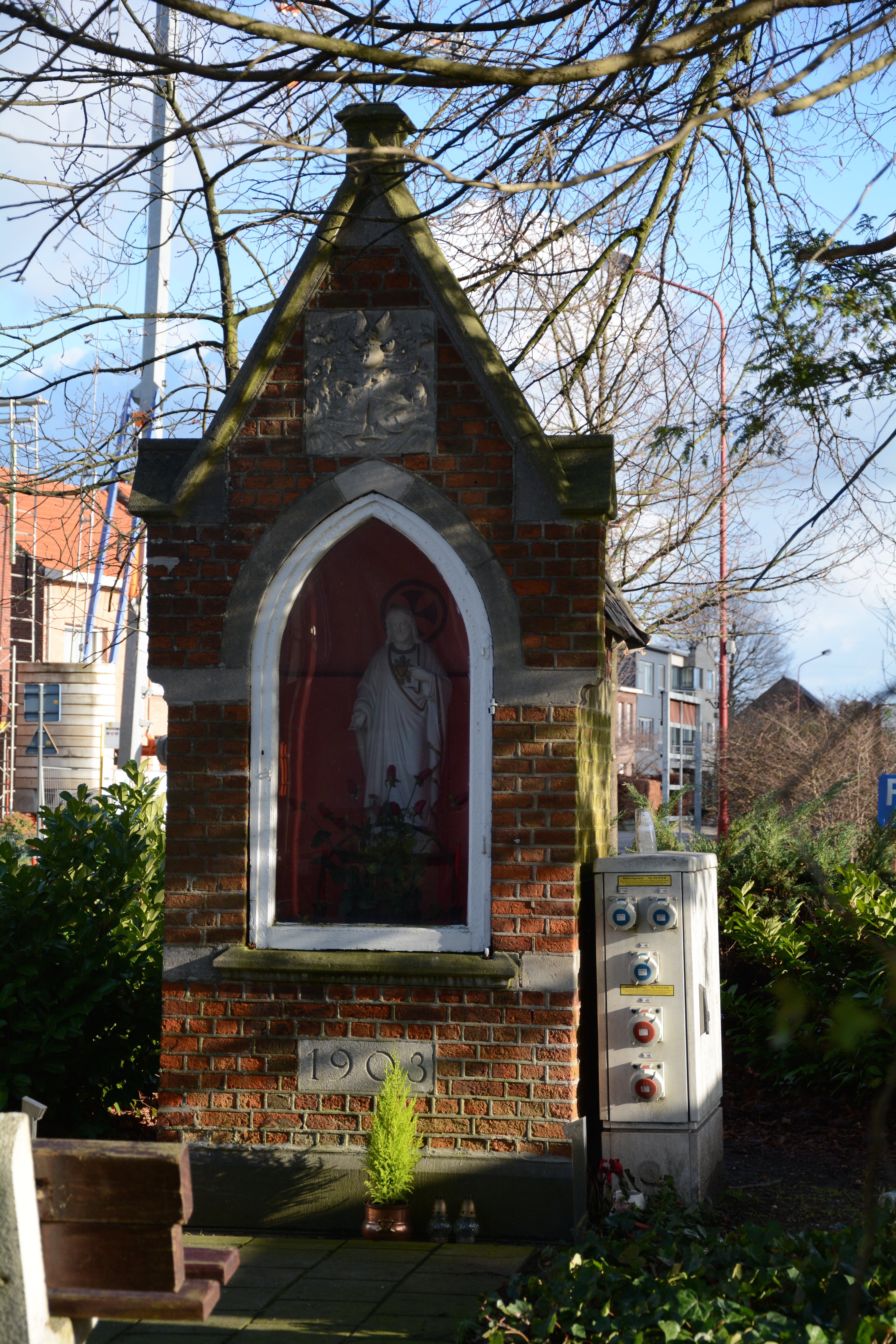
Heilig Hartkapelletje

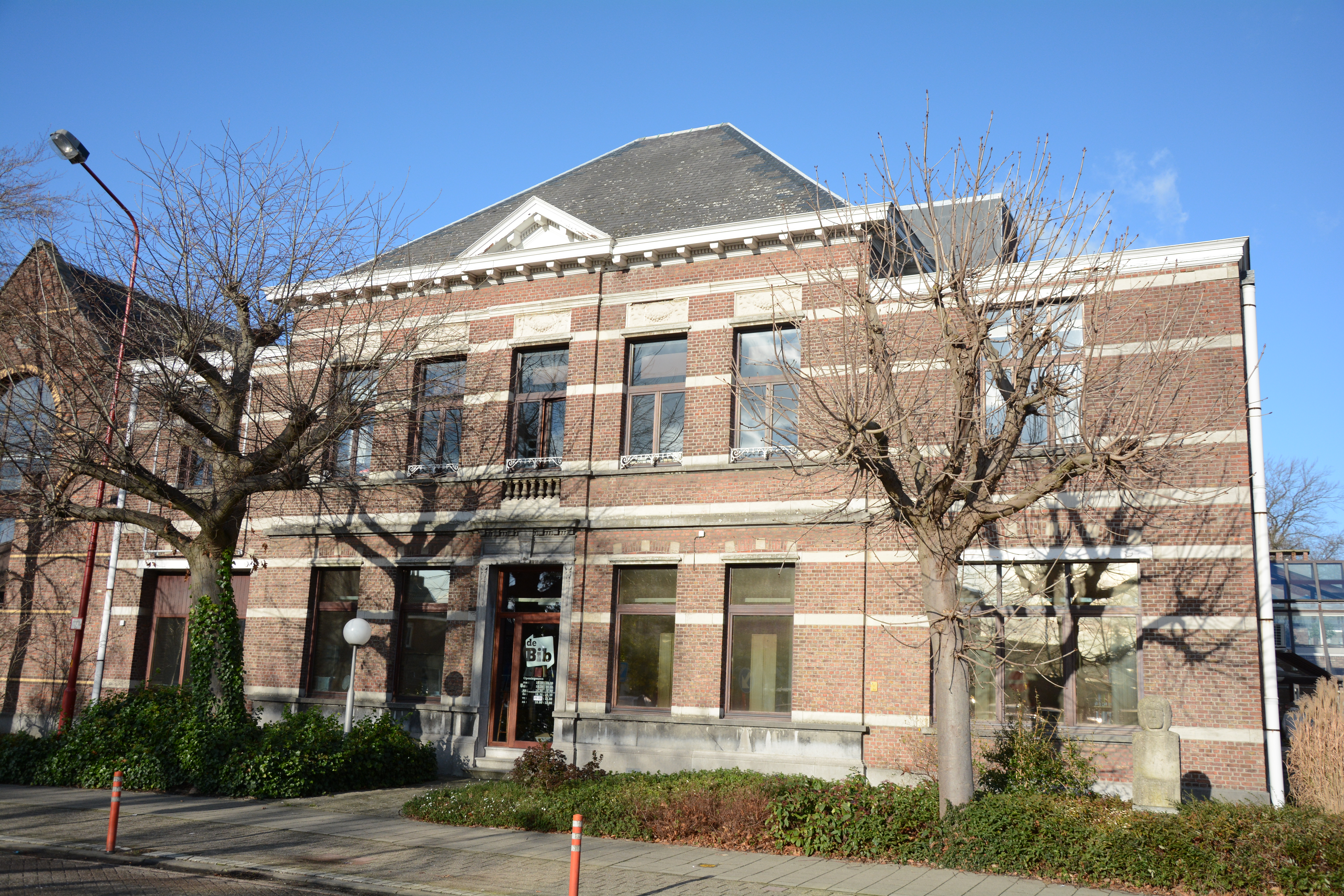
Voormalige "Brouwerij Vloeberghs-Van Hoof", thans Ontmoetingscentrum De Witte Merel

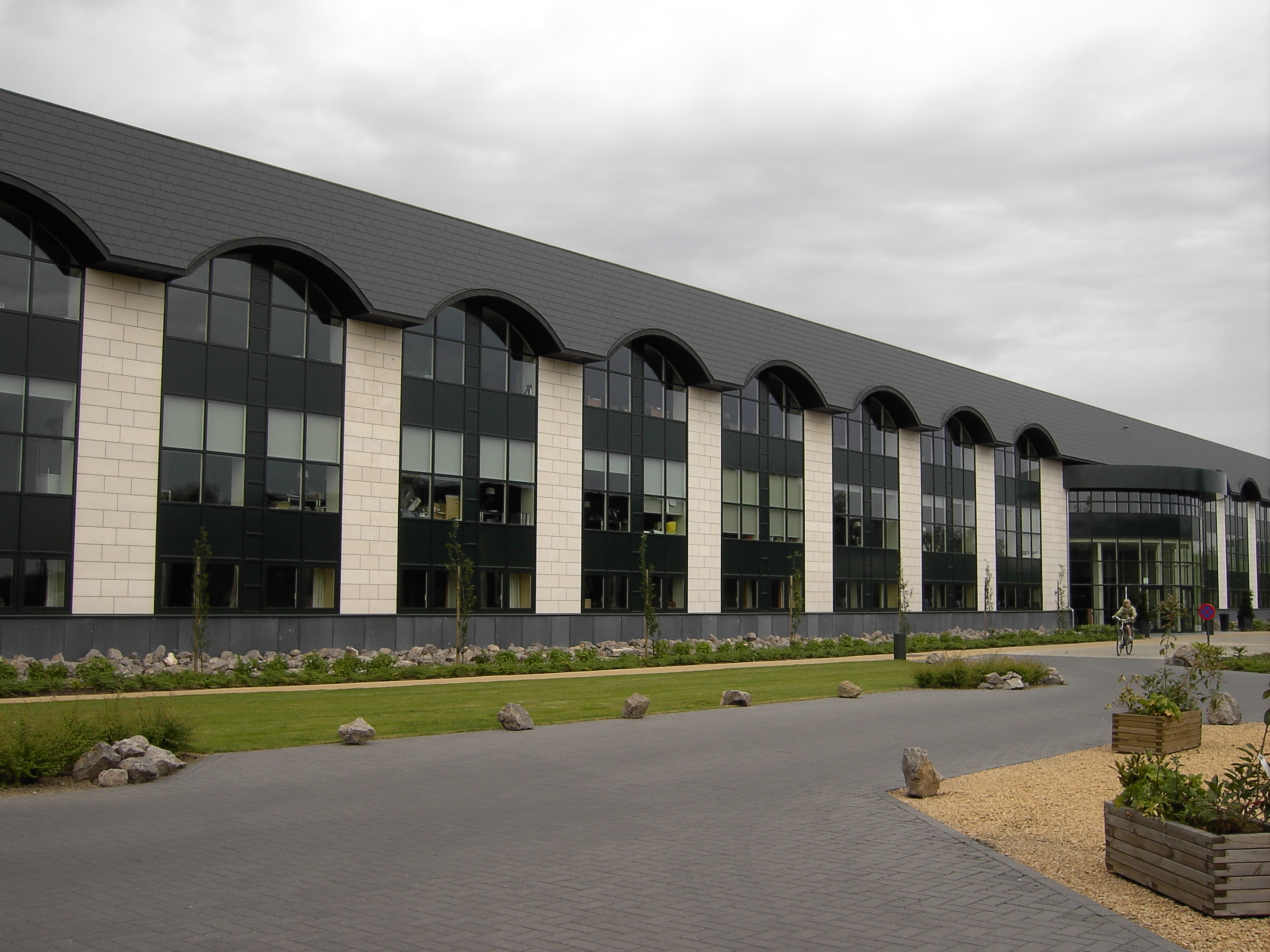
Gebouw van het Eurocam Media Center (2006), huidige AED Studios

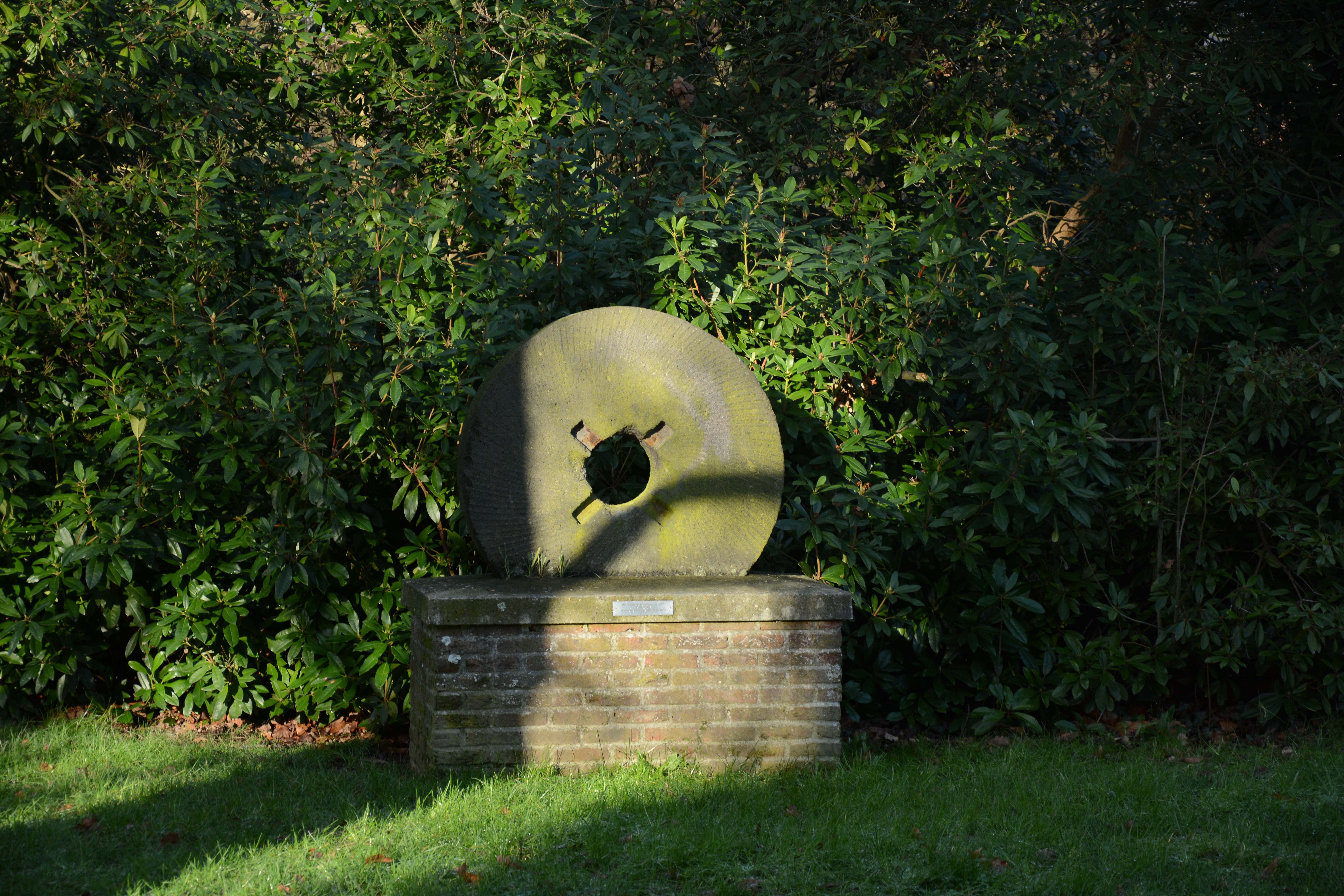
Bovenloper uit de Lintse windmolen

### Circus
- Van december 2008 tot maart 2010 repeteerden 80 internationale artiesten onder leiding van Franco Dragone (de voormalige artistiek directeur van Cirque du Soleil) in de gemeente voor het circusspektakel "The House of dancing water" dat zal plaatsvinden in de entertainmentsite City of Dreams in Macau.[8]

## Mobiliteit
Lint is door middel van verschillende buslijnen van de vervoersmaatschappij De Lijn verbonden met Antwerpen, Lier, Kontich en andere gemeenten in de omgeving. Er ligt sinds 1836 tevens een treinstation op de grens tussen Kontich en Lint die gevormd wordt door de spoorlijnen 25 en 27. In 2017 wijzigde de naam van dit station van Station Kontich naar Station Kontich-Lint.
De gemeente had van 1855 tot 1957 een ander station Lint op spoorlijn 13. De spoorlijn is nog steeds in gebruik voor het verkeer tussen Lier en Mechelen/Brussel en in geval van incidenten op lijn 15 tussen Lier en Antwerpen.
Er zijn verder vier belangrijke invalswegen die de gemeente met respectievelijk Hove (Lintsesteenweg), Lier (Liersesteenweg), Duffel (Duffelsesteenweg) en Kontich-Kazerne (Kontichsesteenweg) verbinden.

## Suikeren Zondag
Suikeren Zondag is het grootste dorpsfeest van Lint. In en rond het mooie park van Lint gaan er tal van activiteiten door: muziekoptredens, (kinder)rommelmarkt, Suikeren Loop (recreatieve loopwedstrijd), Suikeren Koers (recreatieve wielerkoers).  De Lintse verenigingen zorgen voor animatie & snacks. 
Geschiedenis: volgens de traditie werd in Lint telkens in het weekend opvolgend op 8 september de septemberkermis gevierd. Het werken op de akkers was dan achter de rug, en er begon een feestperiode: kermis op zondag, op dinsdag jaarmarkt en als finale afsluiter volgde op zondag nog een oogstfeest waarbij in de plaatselijke cafés het bier verrijkt werd met extra suiker, vandaar de naam 'Suikeren Zondag'.  Door de jaren evolueerde Lint naar een meer residentiële gemeente, en waren er bijna geen boeren meer waardoor ook het feesten ter gelegenheid van de septemberkermis teloorging. De kermis zelf en de jaarmarkt bleven wel bestaan.  Als gevolg van de cultuurdecreten die begin jaren '70 werden ingevoerd, werd er ook in Lint een culturele raad opgericht. Het is in deze raad dat beslist werd iets speciaals te doen voor Lint, o.a. een nieuwe organisatie van het Suikeren Zondag feest. Op 18 september 1977 was de eerste ‘moderne’ Suikeren Zondag een feit. Vanaf de herstart waren niet meer de plaatselijke cafés, maar wel het Lints gemeentepark het trefpunt. Eind jaren ’90 werd de gemeenschapsraad opgesplitst in een cultuur-, sport- en jongerenraad. Op dat moment werd er een Suikeren Zondag-comité opgericht om deze inmiddels gekende activiteit te behouden. Momenteel zijn er geen plaatselijke brouwerijen meer, maar het Lierse Caves bier bleek een uitstekend alternatief als Suikeren Zondag-bier. Vanaf 2024 werd voor de eerste keer terug een Lints bier (Marcel), gebrouwen uit Lintse hop, geïntroduceerd.
In 2024 vierden we de 46ste uitgave (de edities in 2020 en 2021 konden niet doorgaan vanwege de COVID-19-pandemie). 

## Economie
- AED Studios, een studiocomplex dat gespecialiseerd is in de opnames van films en televisieprogramma's, is gevestigd in de gemeente bij het station Kontich-Lint. In dezelfde gebouwen zijn ook de volgende bedrijven gevestigd:
  - Zodiak Belgium is een Vlaams productiehuis van televisieprogramma's. Voor de overname door Zodiak Media heette het bedrijf Kanakna.
  - Lecter Media is een Vlaams productiehuis, opgericht in 2016 door Jan Segers (voorheen programmadirecteur VTM en TV Bastards) en Guy Goedgezelschap (voorheen TV Bastards)
  - Connect NV, een onderdeel van de Music Hall Group.
  - Studio Six Eventcatering BVBA, de uitbater van het bedrijfsrestaurant op de AED Studios site
  - Wulf FX is een bedrijf dat special effects en decorbouw levert aan TV- & Filmproducties
  - Heliventure NV levert helikopterdiensten
  - Lawo is een audiobedrijf dat services en producten levert voor broadcast captatiewagens
  - Screenservice BV is gespecialiseerd en green- en bluekey techniek
  - Eventplanner Media / Pinkpepper is een online platform voor de evenementenindustrie
  - Vitae Mobility levert diensten gekoppeld aan duurzame mobiliteit en de uitbouw van openbare en private laadpaalsystemen
  - ICP Belgium is een bedrijf dat eventsupport levert aan audiovisuele producties
  - Tenfour Marketing Factory is een marketing- en communicatiebureau
  - Rosco LTD is gespecialiseerd in filters voor belichting in de entertainment industrie

## Onderwijs
Lint kent een drietal basisscholen, wetende de Gemeentelijke basisschool De Lintwijzer, de Mater Christi basisschool en de Basisschool De Wilg.

## Vrije Tijd

### OC De Witte Merel
- OC De Witte Merel is het gemeentelijke vrijetijdscentrum. Het centrum voor cultuur en sport werd ingehuldigd op 27 oktober 1984. De bibliotheek is er ook gevestigd. Het centrum omvat twee sportterreinen, twee polyvalente theaterzalen, verschillende vergader- en crealokalen. Het centrum is officieel erkend als Gemeenschapscentrum.

### Dansschool Ekkart
- Sinds 2016 bevindt de internationaal bekende Dansschool Ekkart, medeopgericht door Mar Ekkart, zich in Lint.

### Verenigingen
De gemeente kent diverse kleine en grote verenigingen, enkele grotere verenigingen zijn:
- KFC Lint, een voetbalploeg die werd opgericht op 4 mei 1927 onder stamboeknummer 01453, en uitkomt in de 3de provinciale A van de provincie Antwerpen. De ploegkleuren zijn rood en groen. Onder andere Nico Van Kerckhoven speelde bij deze ploeg.
- FC DWM Lint, een voetbalploeg die deelneemt aan de competitie van de Koninklijke Vlaamse Voetbalbond.
- Tesla Lint VC, een volleybalploeg die uitkomt in de 1ste nationale.
- Antwerp Ballooning, een vereniging die deelneemt aan lokale en internationale wedstrijden voor warmelucht- en gasballon.
- Scouts, Gidsen en Akabe Lint, een jeugdbeweging voor kinderen en jongeren met en zonder beperking aangesloten bij Scouts en Gidsen Vlaanderen, die in 1940 werd opgericht door Nor Willemsen.
- Lintse Windklievers, een wielerclub aangesloten bij cycling vlaanderen , die sportieve ritten voor mannen en vrouwen organiseert alsook clubactiviteiten.

## Bekende inwoners
- Lea Couzin, kleinkunst- en cabaretzangeres en actrice die 'Tante Merlina' speelde
- Saartje Vandendriessche, Vlaamse actrice, presentatrice, schrijfster en voormalig omroepster bij de televisiezender Eén
- Karen Damen, voormalig zangeres van K3
- Bart Debie, voormalig politiecommissaris, voormalig politicus, medisch hulpverlener.
- Harry Debrabandere, politicus voor N-VA
- Steve D'Hulster, politicus voor sp.a
- Paul Janssens, politicus voor CVP / CD&V
- Patrick Mariën, politicus voor VLD / Open Vld
- Nicole Muyshondt, politica voor VLD / Open Vld
- Matz Sels, voetballer
- Lodewijk Smits, politicus voor de Katholieke Partij / UCB
- Dirk Sterckx, journalist en politicus voor VLD
- Ianthe Tavernier, zangeres, (stem)actrice en (musical)actrice
- Stanny Tuyteleers, politicus voor CD&V
- Ann Van den Broeck, musicalactrice
- Anneke van Hooff, actrice en zangeres
- Jan van Risseghem, piloot en huurling tijdens de Katangese secessie
- Hermes van Wynghene, rechtsgeleerde en eigenaar van de heerlijkheid Lint
- Kristof Van De Vondel , acteur Familie 1997-2005

## Nabijgelegen kernen
Hove, Kontich-Kazerne, Duffel-West, Lier